# Helmut Wechselberger
Helmut Wechselberger (Jerzens, 12 februari 1953) is een voormalig Oostenrijks wielrenner.

## Belangrijkste overwinningen
1982
- Ronde van Oostenrijk
- Ronde van Rijnland-Palts
- Uniqa Classic

1984
- Oostenrijks kampioenschap

1986
- Ronde van Oostenrijk

1987
- Wereldkampioenschap op de weg, ploegentijdrit, Amateurs (met Hans Lienhart, Mario Traxl en Bernhard Rassinger)
- Florence-Pistoia

1988
- Ronde van Zwitserland

## Resultaten in voornaamste wedstrijden
| Jaar | Ronde van Italië | Ronde van Frankrijk | Ronde van Spanje |
| ---- | ---------------- | ------------------- | ---------------- |
| 1987 |                  |                     |                  |
| 1988 | 23e              |                     |                  |
| 1989 |                  | 42e                 | 37e              |

| Jaar | Milaan-San Remo | Luik-Bast.‑Luik | Ronde van Lombardije |  | WK op de weg |
| ---- | --------------- | --------------- | -------------------- |  | ------------ |
| 1987 |                 |                 | 19e                  |  |              |
| 1988 | 96e             |                 |                      |  | 43e          |
| 1989 | 71e             | 101e            | 42e                  |  |              |